# Dötlingen
Die 6155 Einwohner zählende Gemeinde Dötlingen liegt im niedersächsischen Landkreis Oldenburg.

## Geografie
Die Gemeinde Dötlingen liegt im Gebiet des Naturparkes Wildeshauser Geest. Der Tieflandbach Glure durchfließt das Kirchdorf Dötlingen von Nordost nach Südwest. Im Südwesten bildet die Hunte die Gemeindegrenze zu Wildeshausen und Großenkneten. Größere Orte innerhalb der Gemeinde sind Aschenstedt, Brettorf, Dötlingen und Neerstedt. Sitz der Gemeindeverwaltung ist Neerstedt.

### Flächennutzung
Die Gemeinde ist 10.184 ha groß, davon sind 2.185 ha Waldfläche, 6.642 ha landwirtschaftliche Nutzfläche, 100 ha Wasserfläche, 24 ha Ödland, 725 ha Betriebs- und Gebäudefläche, 425 ha Straßen- und Wegefläche, 76 ha Erholungsfläche und 7 ha sonstige Flächen.

### Nachbargemeinden
Die Gemeinde hat fünf Nachbargemeinden. Im Nordosten grenzt Dötlingen an die Gemeinde Ganderkesee, im Südosten an die Gemeinde Prinzhöfte, im Süden und Südwesten an die Stadt Wildeshausen, im Westen an die Gemeinde Großenkneten und im Nordwesten an die Gemeinde Hatten.

### Gemeindegliederung
Die 19 Ortsteile der Gemeinde Dötlingen sind: Altona (21), Aschenstedt (641), Barel (95), Brettorf (931), Busch (130), Dötlingen (1.593), Geveshausen (94), Grad (39), Haidhäuser (32), Hockensberg (525), Iserloy (29), Klattenhof (125), Neerstedt (1.671), Nuttel (101), Ohe (40), Ostrittrum (273), Rhade (99), Uhlhorn (42) und Wehe (83).
(Einwohnerzahlen in Klammern am 1. August 2022)
Abweichend davon ist die Gemeinde Dötlingen in 15 Bauerschaften gegliedert, die jeweils ein Bezirksvorsteher leitet. Diese Bezirke sind Barel, Brettorf I, Brettorf II, Dötlingen I, Dötlingen II, Grad, Hockensberg, Iserloy, Klattenhof, Neerstedt I, Neerstedt II, Nuttel, Ostrittrum, Rhade und Wehe.

## Geschichte

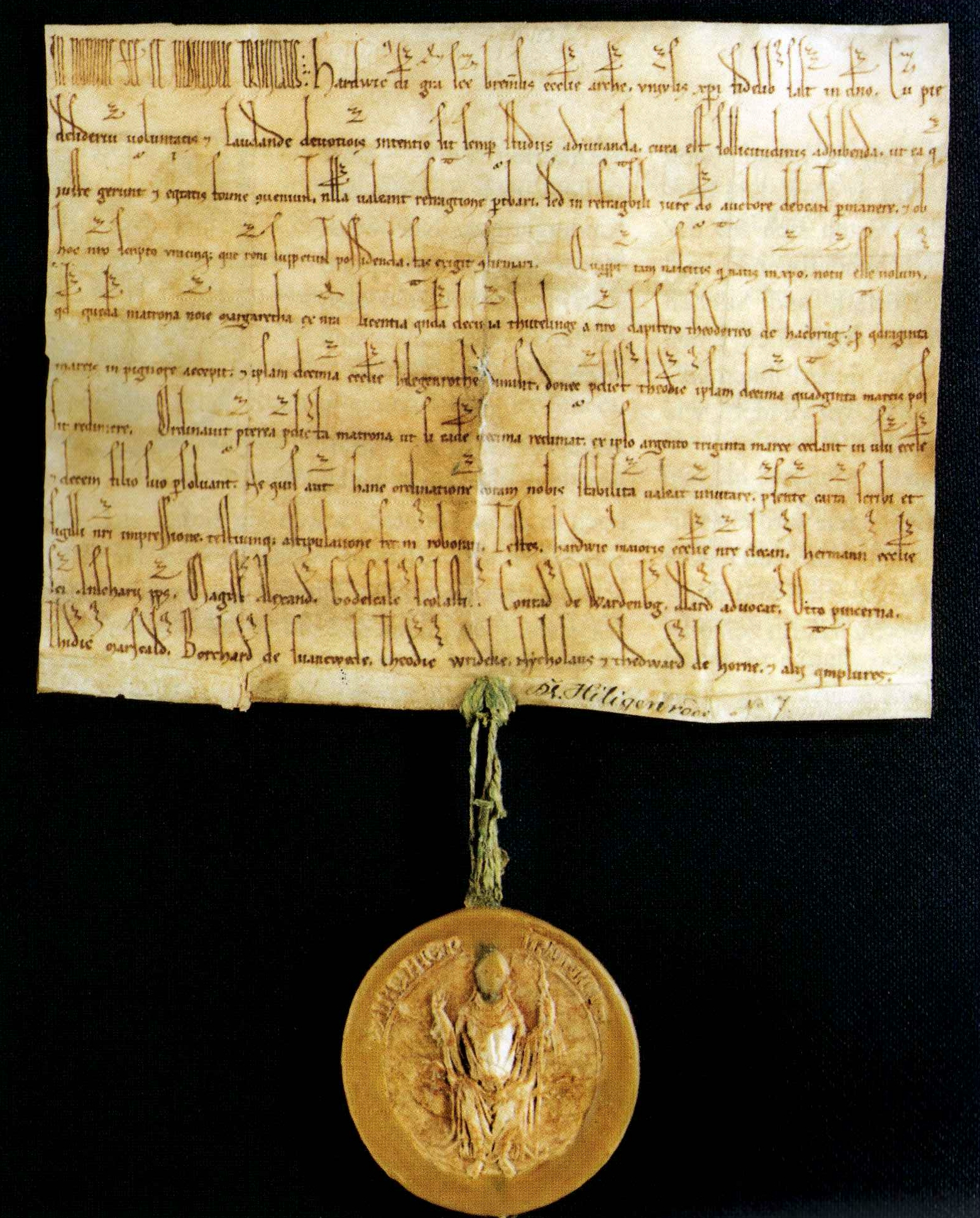
Erste urkundliche Erwähnung Dötlingens als Thutelinge um 1203 (Der Name erscheint in der 5. Zeile, etwa Mitte)

### Vorgeschichte
In der Umgebung von Dötlingen finden sich über 30 Großsteingräber, die Zeugen einer frühen Besiedlung des Gebietes sind. Diese Steinsetzungen wurden im Neolithikum zwischen 3500 und 2800 v. Chr. als Megalithanlagen der Trichterbecherkultur (TBK) errichtet. In diesem Zusammenhang wird dieser Teil der Wildeshauser Geest – also der Bereich zwischen Dötlingen, Wildeshausen, Visbek und Großenkneten – auch als „Klassische Quadratmeile der deutschen Vorgeschichte“ bezeichnet. Die Großsteingräber wie z. B. das Großsteingrab Gerichtsstätte oder die Glaner Braut wurden durch jungsteinzeitliche Bauern als Gräber erbaut. Viele der in den Großsteingräbern gefundenen Grabbeigaben befinden sich im Landesmuseum für Natur und Mensch in Oldenburg.

### Urkundliche Datierung
Die erste urkundliche Datierung von Dötlingen als Thutelingen stammt aus dem Jahr 1203. Dötlingen lag an der alten Friesischen Heerstraße, die alle größeren Orte zwischen Wildeshausen und Jever verband. In Wildeshausen befand sich der Anschluss an die Flämische Straße zwischen Flandern und Lübeck.

### Herkunft des Ortsnamens
Der Ortsname geht zurück auf den Personennamen Dodilo, Tutilo und den Namensbestandteil „-ing-“. Der Name bedeutet also „Siedlung des Dodilo, Tutilo“.

### Zugehörigkeit Dötlingens
Dötlingen war lange Zeit im Herrschaftsbereich der Oldenburger Grafenlinie, des Erzbischofs von Bremen, des Bischofs von Münster und des Königs von Dänemark. Damit verbunden waren Brandschatzungen wegen der außenpolitischen Verwicklungen in der Dänenzeit durch französische, schwedische und lüneburgische Truppen. Dötlingen gehörte 20 Jahre lang zu Kurhannover und unter Katharina II. vier Tage zu Russland. Unter Napoléon Bonaparte war Dötlingen während der Oldenburgischen Franzosenzeit von 1811–1813 als Mairie de Dötlingen im Département des Bouches-du-Weser (dt. Departement Wesermündung) Teil des Französischen Kaiserreichs.

### Nationalsozialistische Zeit
In ihrer jetzigen Form existiert die Gemeinde Dötlingen seit 1933. In der Zeit des Nationalsozialismus ernannten die Nationalsozialisten Dötlingen 1936 zum „Reichsmusterdorf“. Dötlingen wurde zum viel besuchten Ziel von in- und ausländischen Delegationen. Ein großer Findling mit Hakenkreuzsymbol wurde auf dem nahegelegenen Hügel „Gierenberg“ platziert. Heute ist der Stein umgestürzt. Der Tabkenhof wurde kurz vor dem Ende des Zweiten Weltkrieges durch Bombenwurf zerstört, das alte Fachwerkhaus brannte nieder. Es wurde aber nach dem Krieg wieder aufgebaut.
Am 14. April 1945, zwei Tage bevor britische Truppen den Ort erreichten, wurde der Bauer Willi Rogge durch Angehörige der Organisation Werwolf ermordet. Rogge wollte sich aus Sicht der Nationalsozialisten „nicht einfügen“ und galt ihnen als „Störenfried, ein Makel für die Volksgemeinschaft, und das im Reichsmusterdorf, dem einzigen in Deutschland“. 2009 wurde in Dötlingen ein Mahnmal eingeweiht, das „zuerst an Willi Rogge ... dann jedoch an alle zivilen Opfer des dritten Reiches erinnert“. Die Initiative ging vom Bürger- und Heimatverein Dötlingen aus. Der Fall Willi Rogge wurde im April 2014 durch einen Bericht im Spiegel wieder einer größeren Öffentlichkeit bekannt.

### Wettbewerb „Unser Dorf hat Zukunft“
Die Ortschaft Dötlingen errang mehrfach gute Bewertungen im Rahmen des Bundeswettbewerbs Unser Dorf hat Zukunft. 2011 gewann sie die Goldmedaille für das Jahr 2010. Daraufhin bewarb man sich beim europäischen Wettbewerb Entente Florale Europe und wurde als deutscher Teilnehmer für den Wettbewerb nominiert. Am 14. Juli 2012 besuchte eine international besetzte Jury Dötlingen zur Bewertung. Die Entscheidung wurde am 14. September 2012 in Venlo in den Niederlanden getroffen, Dötlingen gewann die Silbermedaille.

## Politik

### Gemeinderat
Der Gemeinderat von Dötlingen besteht aus 18 Personen. Das ist die festgelegte Anzahl für eine Gemeinde mit einer Einwohnerzahl zwischen 6.001 und 7.000 Einwohnern. Die 18 Ratsmitglieder werden in einer Kommunalwahl für jeweils fünf Jahre gewählt. Die aktuelle Amtszeit begann am 1. November 2021 und endet am 31. Oktober 2026. Stimmberechtigt im Gemeinderat ist außerdem der Bürgermeister.

Die vergangenen Gemeinderatswahlen ergaben folgende Sitzverteilungen:
| Gemeinderat 2021Insgesamt 18 Sitze - SPD: 5 - Grüne: 3 - FDP: 3 - CDU: 7 | Partei                | 2021 | 2016 | 2011 |
| Gemeinderat 2021Insgesamt 18 Sitze - SPD: 5 - Grüne: 3 - FDP: 3 - CDU: 7 | CDU                   | 7    | 7    | 7    |
| Gemeinderat 2021Insgesamt 18 Sitze - SPD: 5 - Grüne: 3 - FDP: 3 - CDU: 7 | SPD                   | 5    | 5    | 5    |
| Gemeinderat 2021Insgesamt 18 Sitze - SPD: 5 - Grüne: 3 - FDP: 3 - CDU: 7 | FDP                   | 3    | 4    | 3    |
| Gemeinderat 2021Insgesamt 18 Sitze - SPD: 5 - Grüne: 3 - FDP: 3 - CDU: 7 | Bündnis 90/Die Grünen | 3    | 2    | 3    |
| Gemeinderat 2021Insgesamt 18 Sitze - SPD: 5 - Grüne: 3 - FDP: 3 - CDU: 7 | 0                     |      |      |      |
| Gemeinderat 2021Insgesamt 18 Sitze - SPD: 5 - Grüne: 3 - FDP: 3 - CDU: 7 | 0                     |      |      |      |
| Gemeinderat 2021Insgesamt 18 Sitze - SPD: 5 - Grüne: 3 - FDP: 3 - CDU: 7 |                       |      |      |      |

Die Wahlbeteiligung bei der Kommunalwahl 2016 lag mit 60,92 % über dem niedersächsischen Durchschnitt von 55,5 %. Zum Vergleich – bei der vorherigen Kommunalwahl vom 11. September 2011 lag die Wahlbeteiligung bei 57,06 %.
Die Gemeinde Dötlingen ist seit 2001 schuldenfrei.

### Bürgermeister
Hauptamtliche Bürgermeisterin der Gemeinde Dötlingen ist Antje Oltmanns.

### Partnerschaften
- De Marne (Niederlande) Ab 1986 bestand eine Gemeindepartnerschaft mit zunächst der niederländischen Gemeinde Ulrum. Als die Partnergemeinde Ulrum 1990 mit den Nachbargemeinden Eenrum, Kloosterburen und Leens zur neuen Gemeinde De Marne zusammengelegt wurde, erfolgte die Übertragung der Gemeindepartnerschaft auf die neu gebildete Gemeinde. Nach der erneuten Zusammenlegung 2019 zur Gemeinde Het Hogeland entschieden sich die Niederländer, die Partnerschaft nicht fortzuführen.[23][24]
- Dötlingen ist im Kommunalverbund Niedersachsen/Bremen vertreten.

### Wappen
Mit Verfügung vom 21. Januar 1952 hat der niedersächsische Minister des Innern der Gemeinde Dötlingen das Recht zur Führung des nachstehend beschriebenen Wappens verliehen.
Blasonierung: In Gelb (Gold) ein blauer Sparren, darüber zwei rote Rosen mit gelbem (goldenem) Kelch und grünen Kelchblättern, darunter ein aus fünf quadratischen roten Steinen gebildetes und auf die Spitze gestelltes Kreuz.
Begründung: Das Wappen vereint mehrere historische Elemente. Der Sparren befindet sich im Wappen des Wildeshauser Bürgers Otto von Dötlingen (1366) und ist der einzige heraldisch überlieferte Anknüpfungspunkt für den Namen Dötlingen. Die Rosen sind übernommen aus dem Wappen der Grafen von Oldenburg-Wildeshausen, dem Wildeshauser Zweig des Hauses Oldenburg, der in der Dötlinger Gegend begütert war. Das Steinkreuz ist dem älteren Wappen der Herren von Wale entlehnt, die in Dötlingen ansässig waren und einen Gutshof besaßen.

## Sehenswürdigkeiten

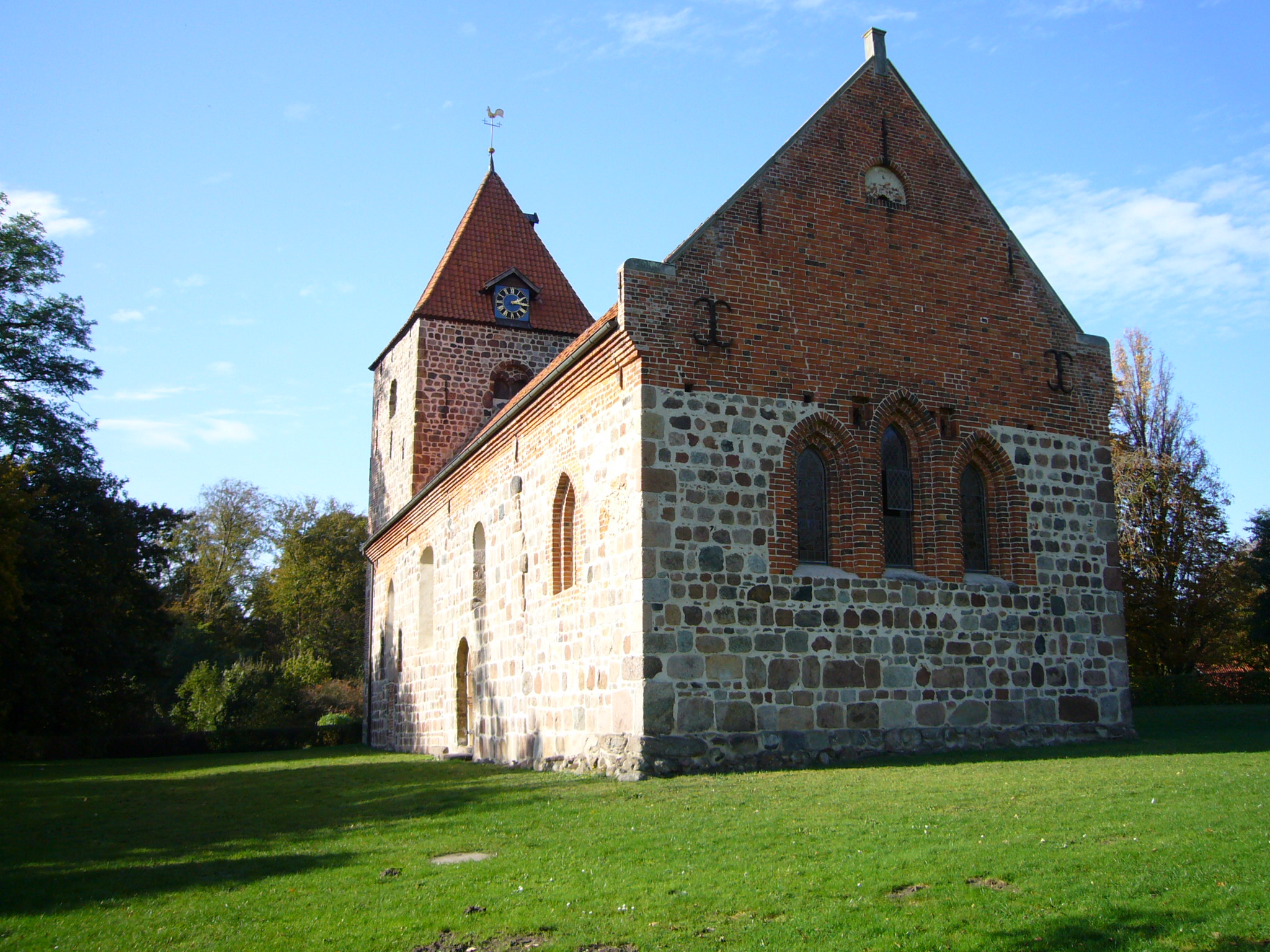
St. Firminus Kirche

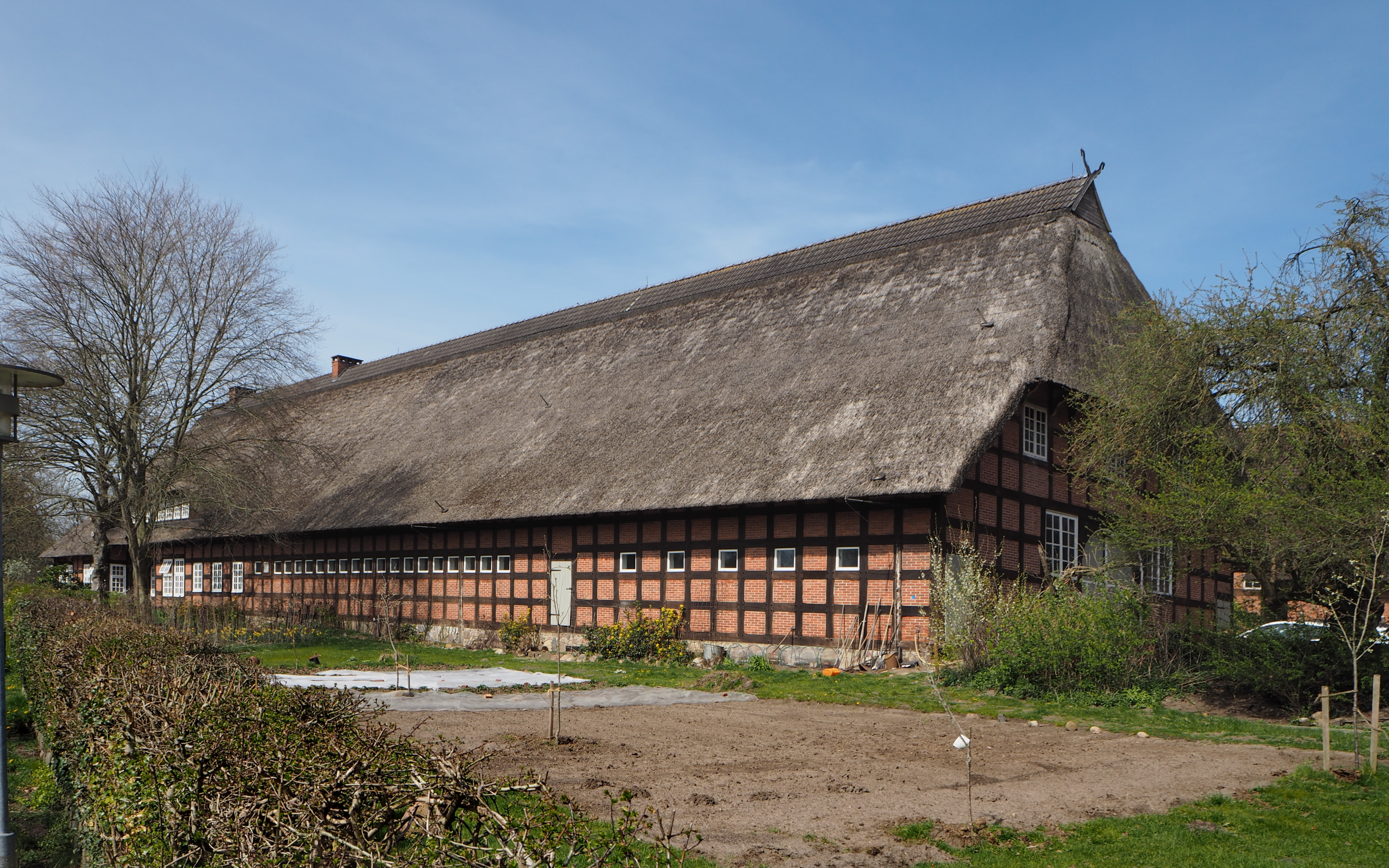
Tabkenhof

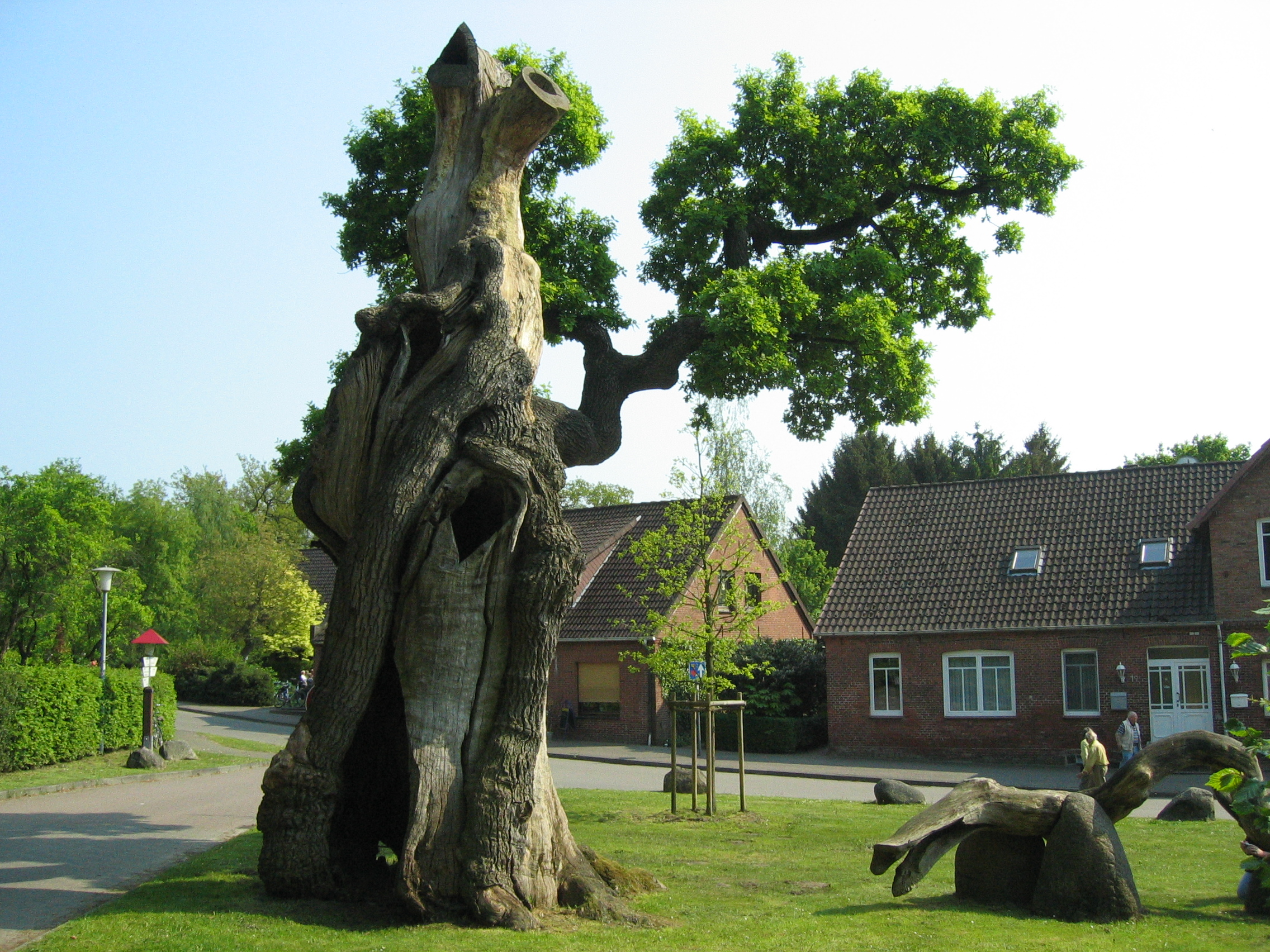
Dorfeiche (2009)

Im Dorfkern von Dötlingen sind die mittelalterliche Feldsteinkirche St. Firminus und einige reetgedeckte Fachwerkhäuser erhalten, darunter der Tabkenhof, das größte Fachhallenhaus Nordwestdeutschlands mit einer Länge von 58 m und einer Breite von 15 bzw. 17 m. Die reetgedeckte Dachfläche beträgt 1.600 m².
Die über 1000 Jahre alte Dorfeiche in Dötlingen ist eine der ältesten Eichen Niedersachsens und steht unter Naturschutz. Sie wurde bei einem Unwetter vom Blitz getroffen und gespalten. Ihr Brusthöhenumfang beträgt 7,15 Meter (2016).
In der Ortschaft Ostrittrum befindet sich eine Wassermühle aus dem 15. Jahrhundert. Das heutige Mühlengebäude stammt wahrscheinlich von 1848. Nach einer wechselvollen Geschichte, in der die Mühle mehrmals abbrannte und wieder aufgebaut wurde, wird die Mühle seit der 1998 abgeschlossenen Restaurierung durch den „Möhlenvereen Ostrittrum“ für kulturelle Zwecke genutzt. In Ostrittrum gibt es außerdem historische Bauernhöfe, das Naturdenkmal „Rittrumer Berge“ sowie den Wild- und Freizeitpark Ostrittrum.
Weitere sehenswerte denkmalgeschützte Gebäude sind u. a.:
- Hofanlage Rittrumer Kirchweg 1 vom Anfang des 19. Jh. mit der Müller vom Siel-Kate
- Wohn- und Wirtschaftsgebäude Rittrumer Kirchweg 2/4 Doppelheuerhaus als Zweiständer-Hallenhaus in Fachwerk von 1816, heute Heuerhaus Café
- Wohn- und Wirtschaftsgebäude Neerstedter Straße 1, Zweiständer-Hallenhaus in Fachwerk von 1787
- Wohn- und Wirtschaftsgebäude Dorfring 35, Zweiständer-Hallenhaus in Fachwerk vom Ende des 18. Jahrhunderts
- Püttenhus, Heideweg 3, als ehemaliger Fachwerk-Speicher von um 1870, 1935/36 versetzt, heute Heimathaus
- Hofanlage Im Sande, Fachwerkgebäude aus dem 19. Jahrhundert

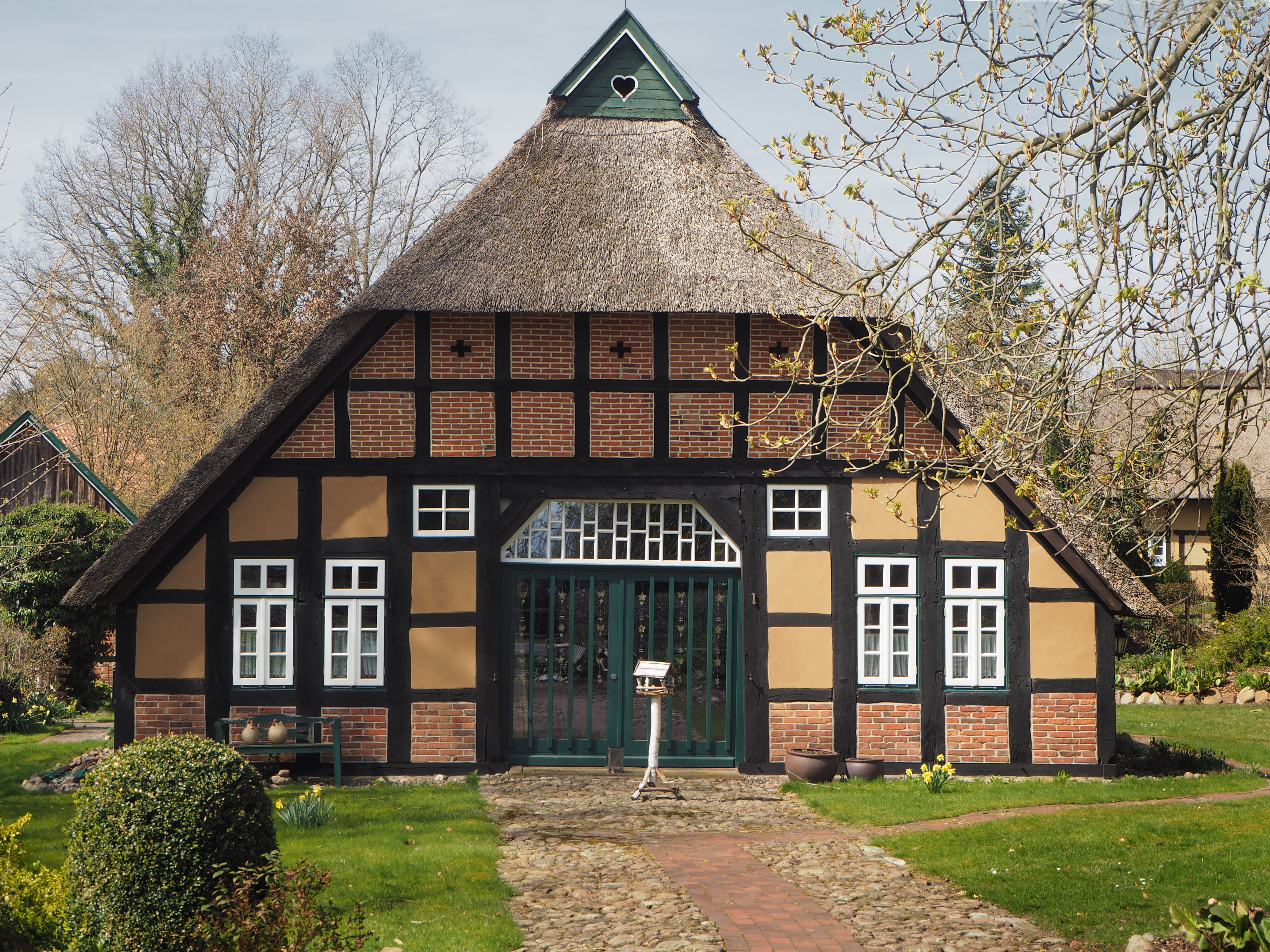
Hallenhaus Hofanlage Rittrumer Kirchweg 1
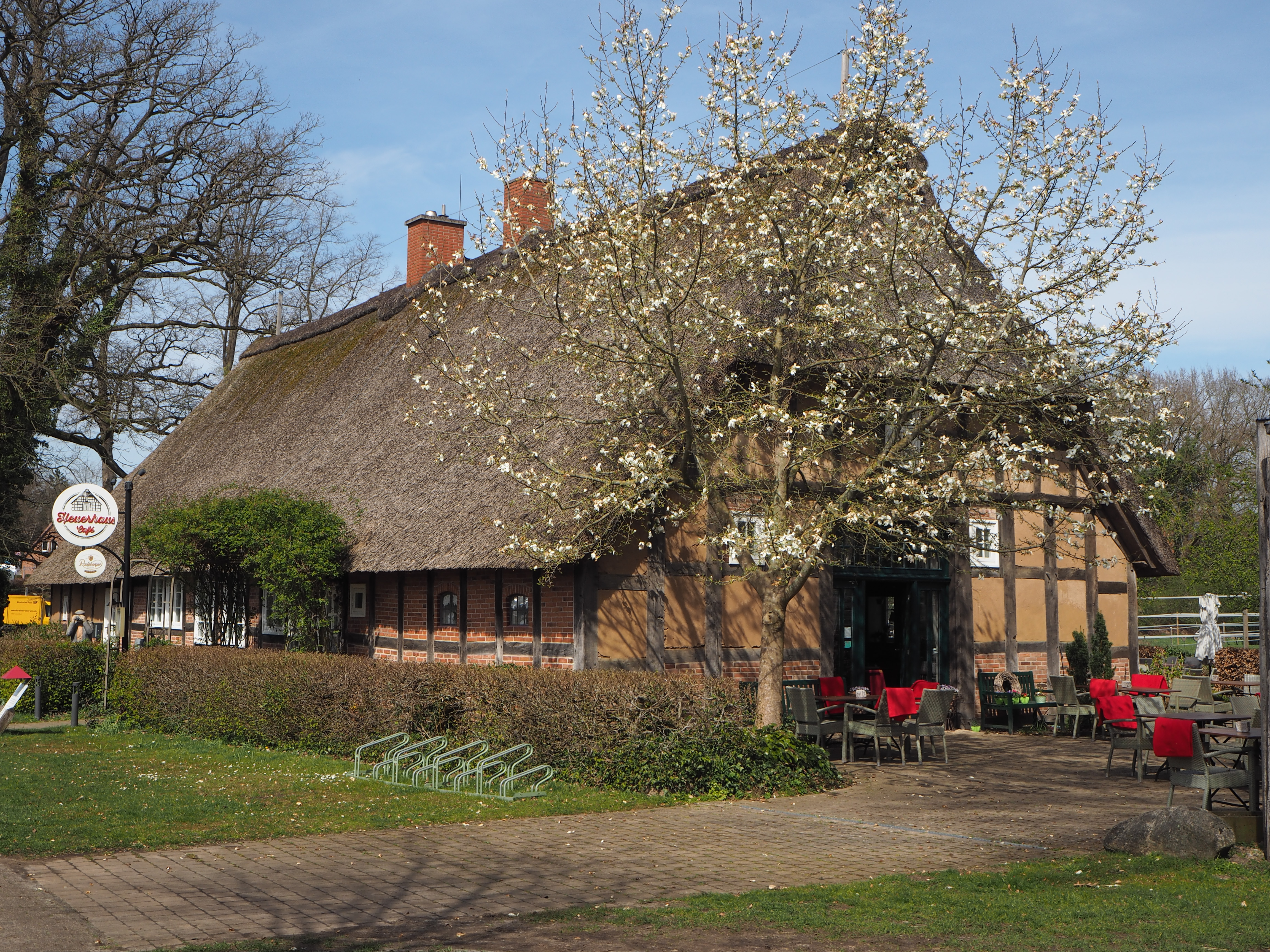
Doppel-Heuerhaus Rittrumer Kirchweg 2
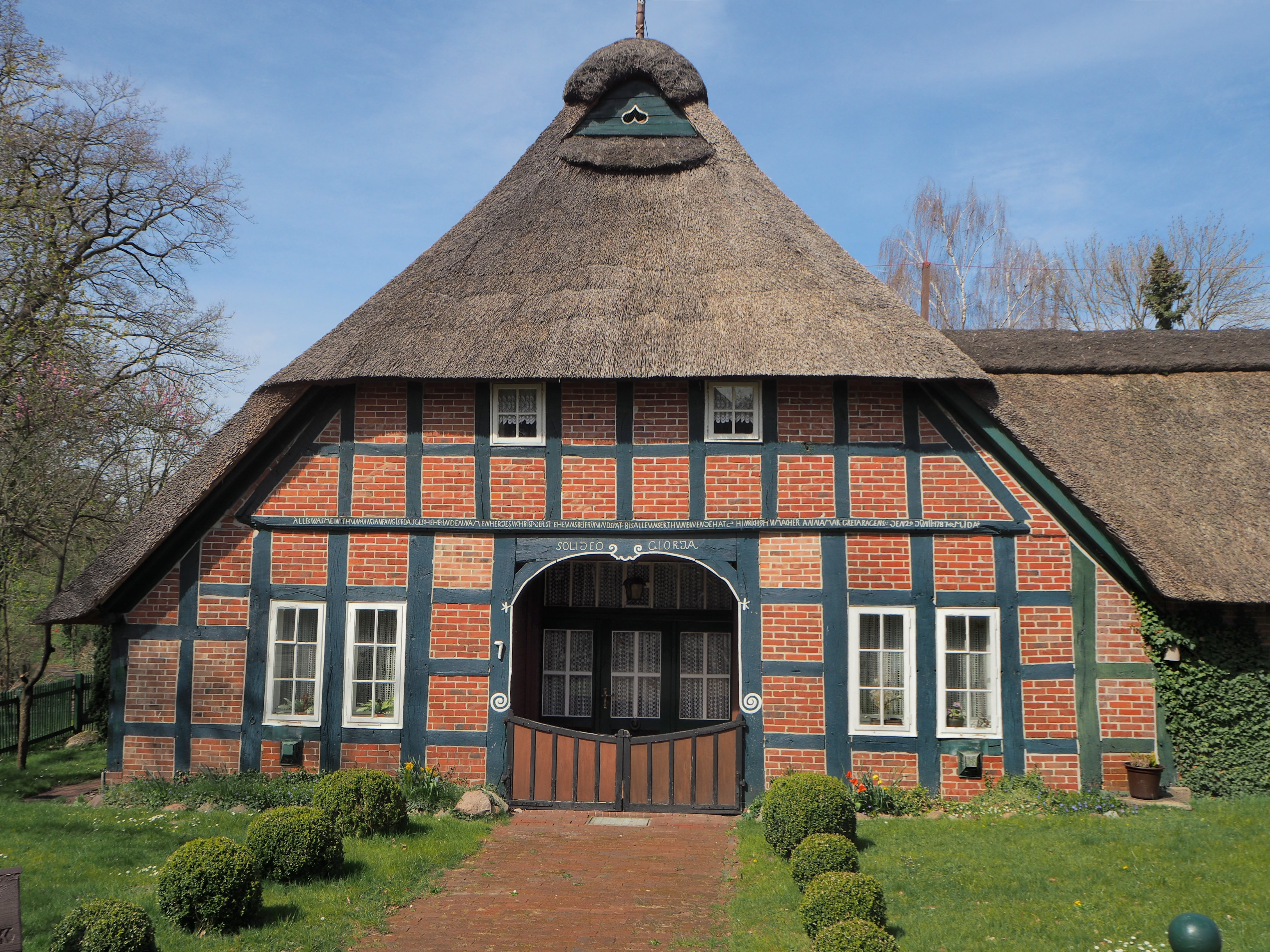
Brandshof Neerstedter Straße 1
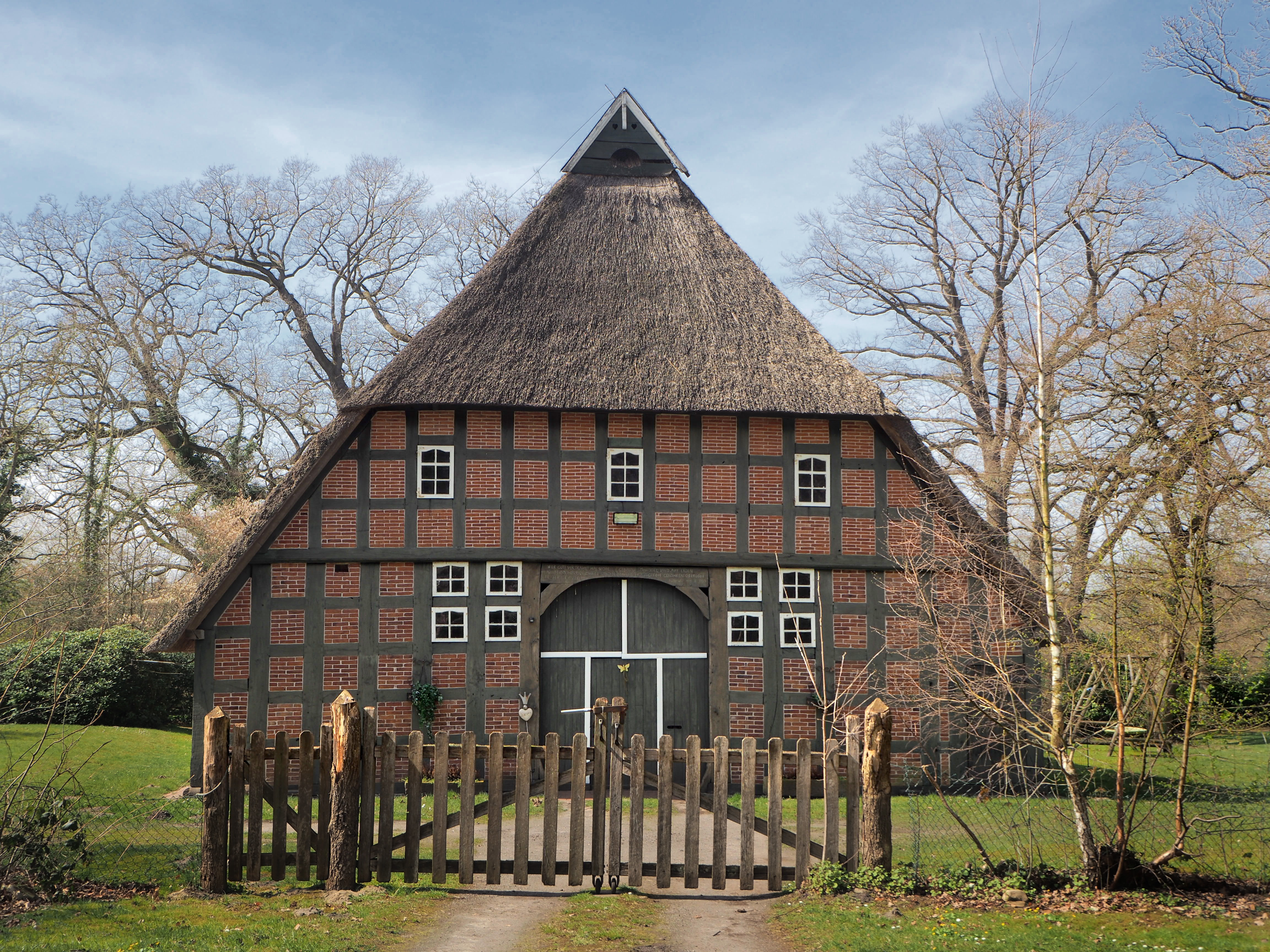
Hallenhaus Dorfring 35
Püttenhus Heideweg 3

### Künstlerkolonie

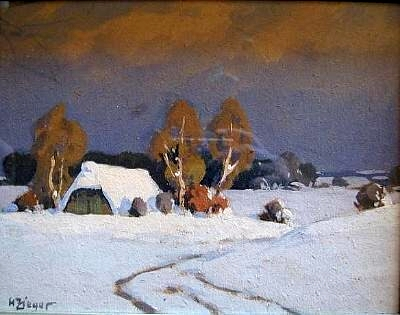
Winterlandschaft bei Dötlingen – Gemälde von Hugo Zieger

In den ersten Jahrzehnten des 20. Jahrhunderts bildete sich in Dötlingen eine Künstlerkolonie, die für ihre Landschaftsmalerei bekannt wurde. Im Künstlerdorf Dötlingen – neben Worpswede und Dangast einer der drei Künstlerorte in der Nähe von Bremen – lebten und arbeiteten ab 1900 Künstler wie Georg Müller vom Siel, August Kaufhold und Otto Pankok.
Um Kultur, kulturelle Einrichtungen und dorftypische Gebäude in der Gemeinde Dötlingen zu erhalten, wurde im Jahr 1999 die Dötlingen-Stiftung gegründet. Sie hat sich die Förderung des Landschafts- und Naturschutzes sowie der denkmalgeschützten Gebäude zum Ziel gesetzt.

### Dötlinger Gartenkultour

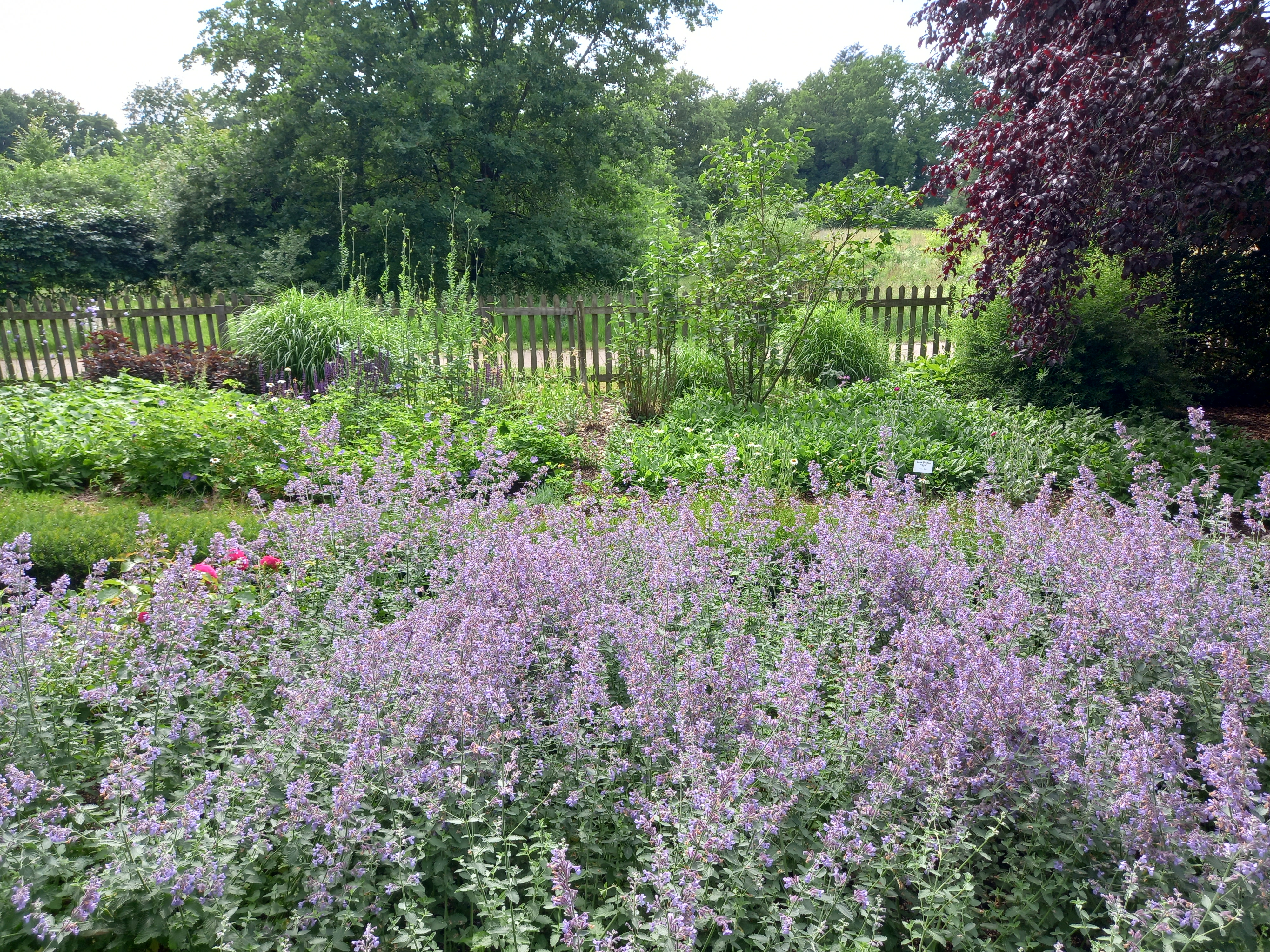
Bauerngarten (vorne) und Dorfgarten (hinten) während der Dötlinger Gartenkultour

Dreimal im Jahr – am 1. Mai, am dritten Sonntag im Juni und am 3. Oktober – findet alljährlich die „Dötlinger Gartenkultour“ statt. Der Begriff „Gartenkultour“ ist ein Kofferwort, das die Herkunftswörter „Garten“, „Tour“ und „Kultur“ in sich vereinigt. Das Kofferwort verweist auf die empfohlene Rezeptionsform: Im Rahmen einer Tour gelangen Interessierte sowohl zu einem Genuss von gestalteter Natur als auch von (teilweise noch im Entstehen begriffenen) Kunstwerken. An den drei oben genannten Tagen werden Gärten und Kunstwerke der Öffentlichkeit vorgestellt und Auskünfte über das zu Sehende erteilt. Einige Angebote der „Dötlinger Gartenkultour“ können knapp außerhalb der Gemeindegrenze Dötlingens gelegenen Ortsteilen von Nachbargemeinden wahrgenommen werden.

### Großsteingräber
In und um Dötlingen gibt es mehrere Großsteingräber. Im Dorf Dötlingen selbst liegt das sogenannte Dötlinger Steingrab, auch „Steingrab am Schießstand“ genannt. Das Steingrab Egypten findet sich in der gleichnamigen Ortslage drei Kilometer nordnordwestlich des Ortskerns. Das Großsteingrab Gerichtsstätte liegt im östlichen Dötlinger Ortsteil Aschenstedt.
Das Großsteingrab Glaner Braut liegt nicht auf Dötlinger, sondern – jenseits der Hunte – auf Wildeshauser Gebiet, ist aber in einem etwa halbstündigen Fußmarsch erreichbar.

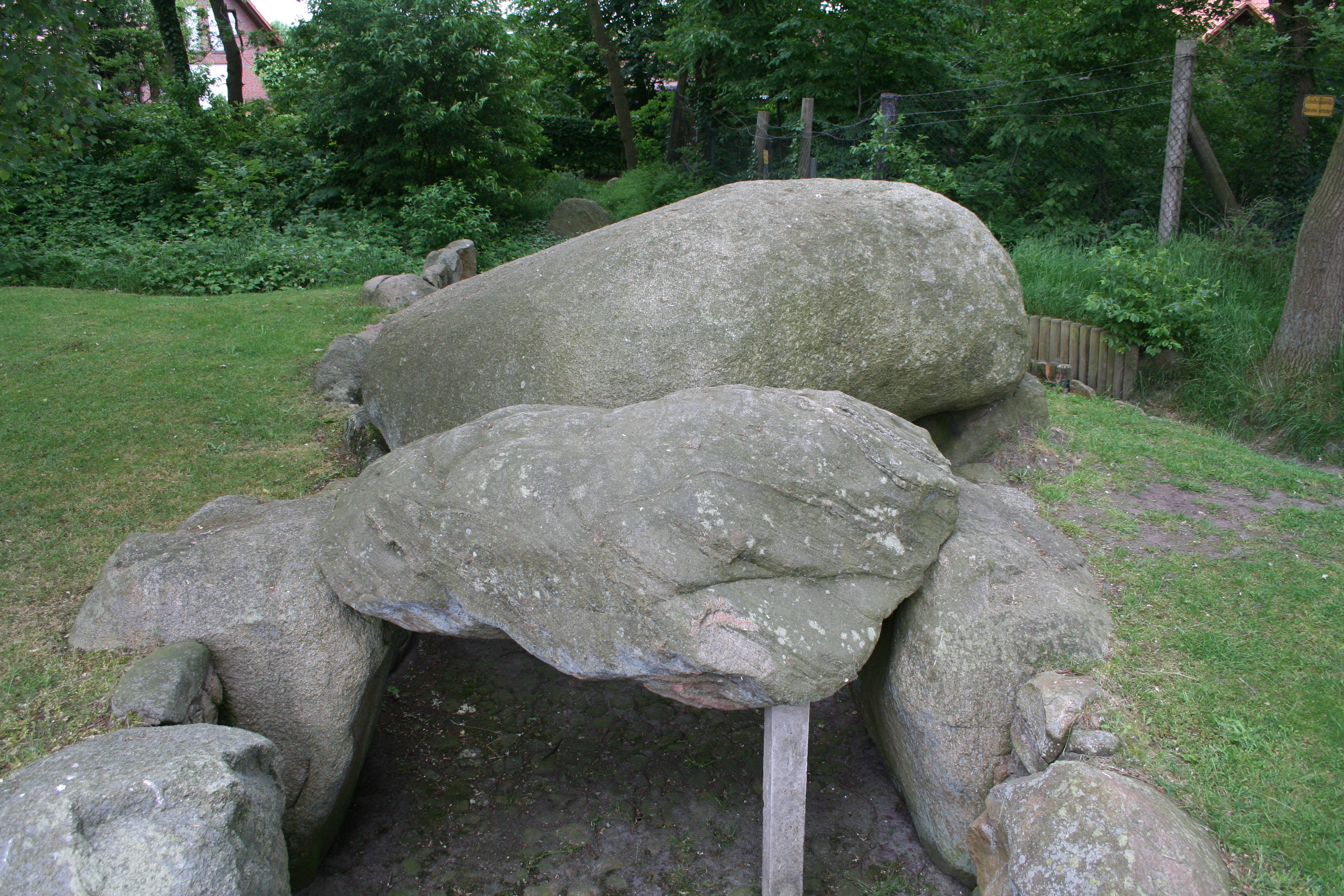
Großsteingrab am Schießstand (Dötlinger Steingrab)
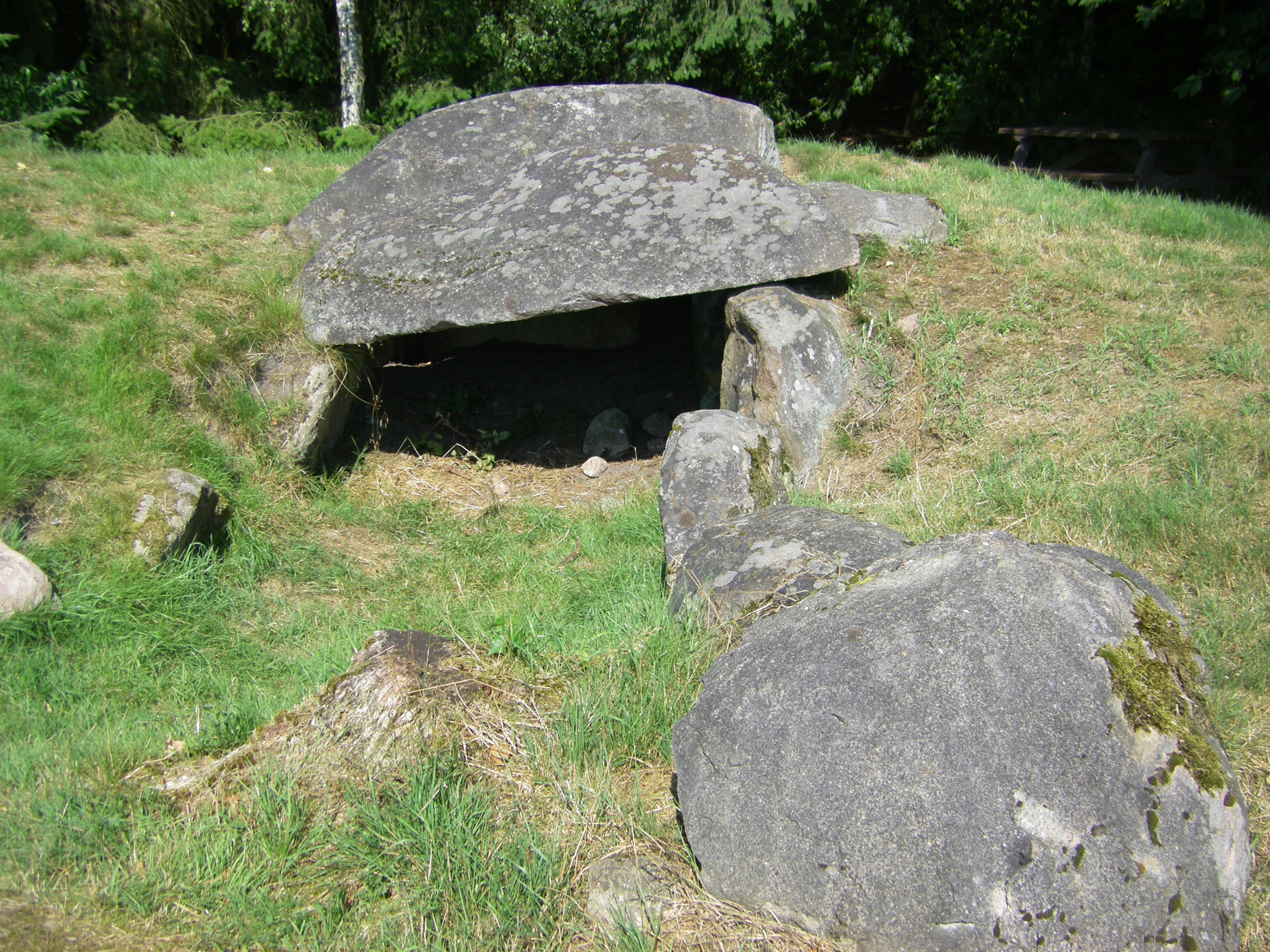
Großsteingrab Egypten
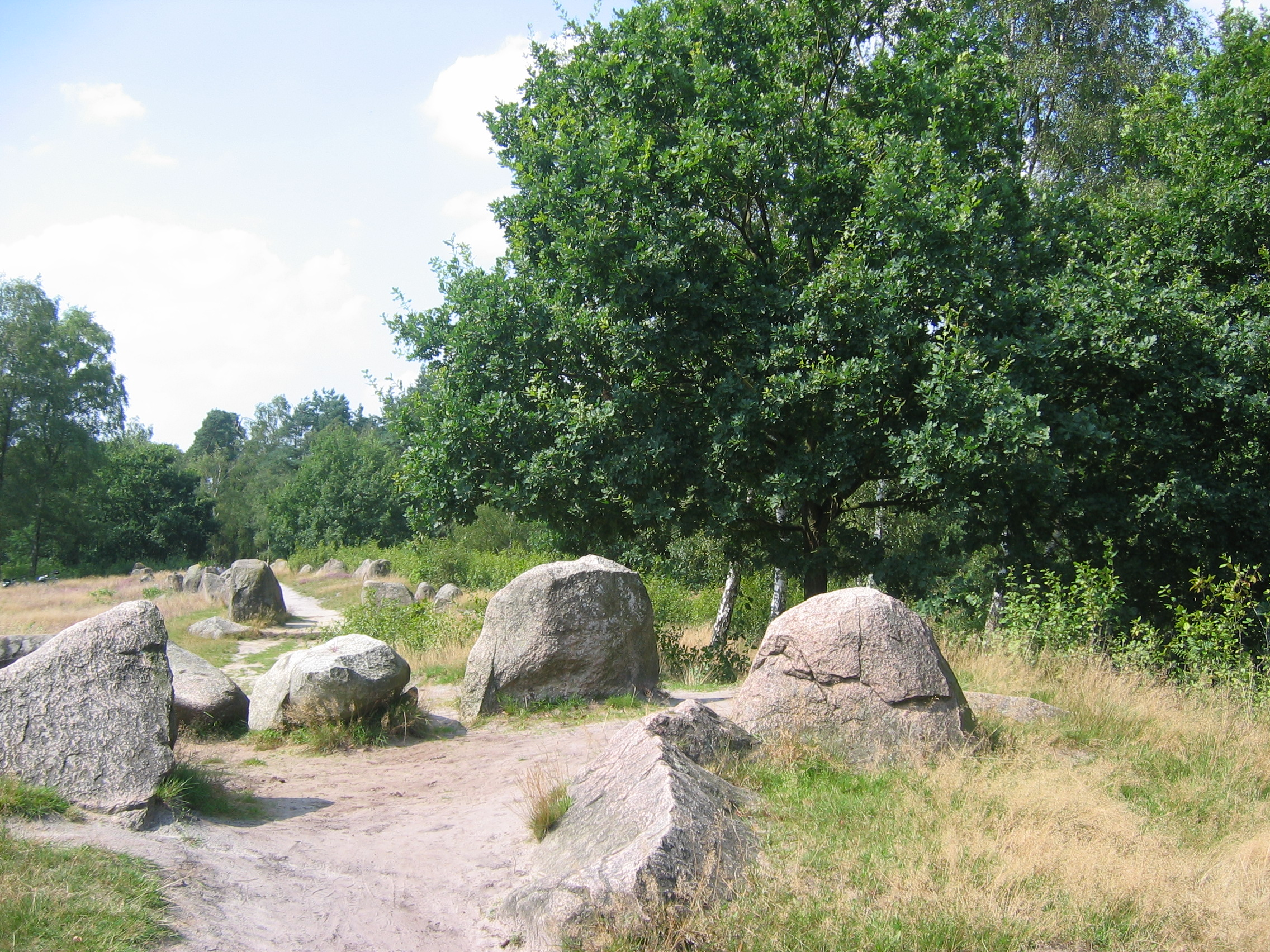
Glaner Braut
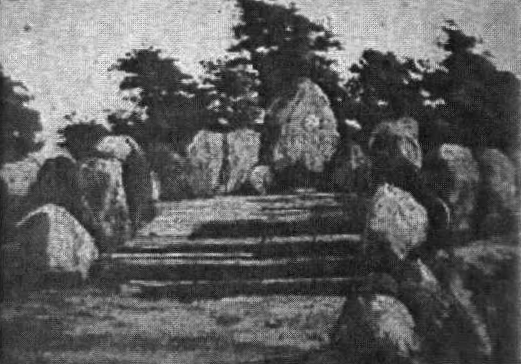
Heinz Witte-Lenoir: Hünengräber

## Brauchtum und Vereinswesen

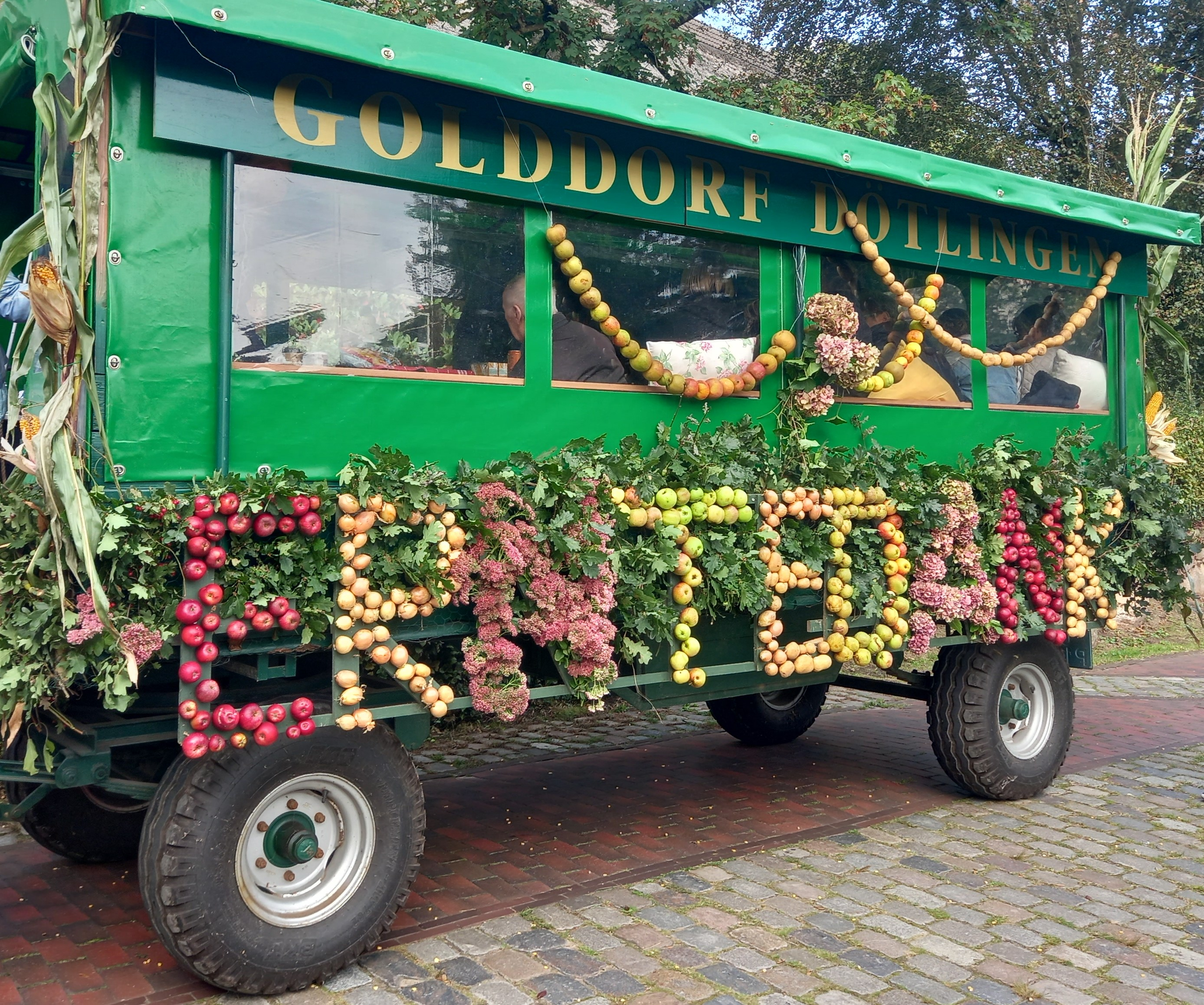
Umzugswagen des Erntefests 2023 in Dötlingen

Zum Herbstbeginn findet in Dötlingen ein Ernte(dank)fest mit geschmückten Umzugswagen statt.
In Dötlingen gibt es zahlreiche Vereine und Clubs, darunter diverse Sport- und Schützenvereine.

## Wirtschaft und Infrastruktur

### Wirtschaft
Die Dötlinger Wirtschaft besteht überwiegend aus Betrieben der Bereiche Handwerk, Handel, Dienstleistungen, sowie traditionell der Land- und Viehwirtschaft.
Daneben betreibt die Firma ExxonMobil in Dötlingen einen der größten Erdgas-Untergrundspeicher in Europa, mit einer Kapazität von mehr als zwei Milliarden Kubikmetern Erdgas.

### Infrastruktur

#### Verkehrsanbindungen
Verkehrlich ist Dötlingen über die Bundesautobahn 1, Anschlussstelle Wildeshausen-Nord, die Bundesstraße 213 und die Bahnlinie Delmenhorst–Osnabrück (Bahnhof Brettorf) erreichbar.
Darüber hinaus besteht eine Busverbindung zwischen Oldenburg und Wildeshausen, die Linie 270 Huntesprinter des VBN, die Dötlingen tagsüber halbstündlich bedient.

#### Ver- und Entsorgung
Der Oldenburgisch-Ostfriesische Wasserverband (OOWV) und die Energieversorgung Weser-Ems (EWE) versorgen die Gemeinde mit Wasser, Strom und Gas. In fast allen Ortsteilen betreibt die Gemeinde eine Schmutzwasser-Kanalisation. Die Klärung der häuslichen Abwässer übernimmt die Kläranlage der Stadt Wildeshausen.

## Persönlichkeiten

### Söhne und Töchter
- Albrecht Wilhelm Roth (1757–1834), Arzt und Botaniker. Nach ihm ist die zur Unterfamilie der Schmetterlingsblütler gehörende Pflanzengattung Rothia benannt.
- Hasen-Ahlers, richtig Hinnerk Ahlers (1831–1913), war der berühmteste Wilddieb des Oldenburger Landes.
- Hinrich Abel (1884–1954), Mitglied des Oldenburgischen Landtags und NSDAP-Funktionär.
- Marie Kalau vom Hofe (1891–unbekannt), Neurologin und Psychoanalytikerin
- Willi Rogge (unbekannt–1945), unter den Nationalsozialisten ermordeter Bauer
- Helga Bürster (* 1961), Schriftstellerin

### Mit der Gemeinde Dötlingen verbunden
- Johann Friedrich Trentepohl (1748–1806), Prediger und Botaniker, war Hauslehrer u. a. in Dötlingen; „während seines Aufenthalts in Dötlingen erhielt er durch den Pastor Roth die erste Anleitung zur Beschäftigung mit der Pflanzenwelt“[31]
- Helga Neuber (1937–2018), Künstlerin und Schwimmerin, lebte in Klattenhof
- weitere Persönlichkeiten: siehe Künstlerkolonie Dötlingen

## Natur und Landschaft
siehe auch Liste der Naturdenkmale in Dötlingen

Willkommensschild
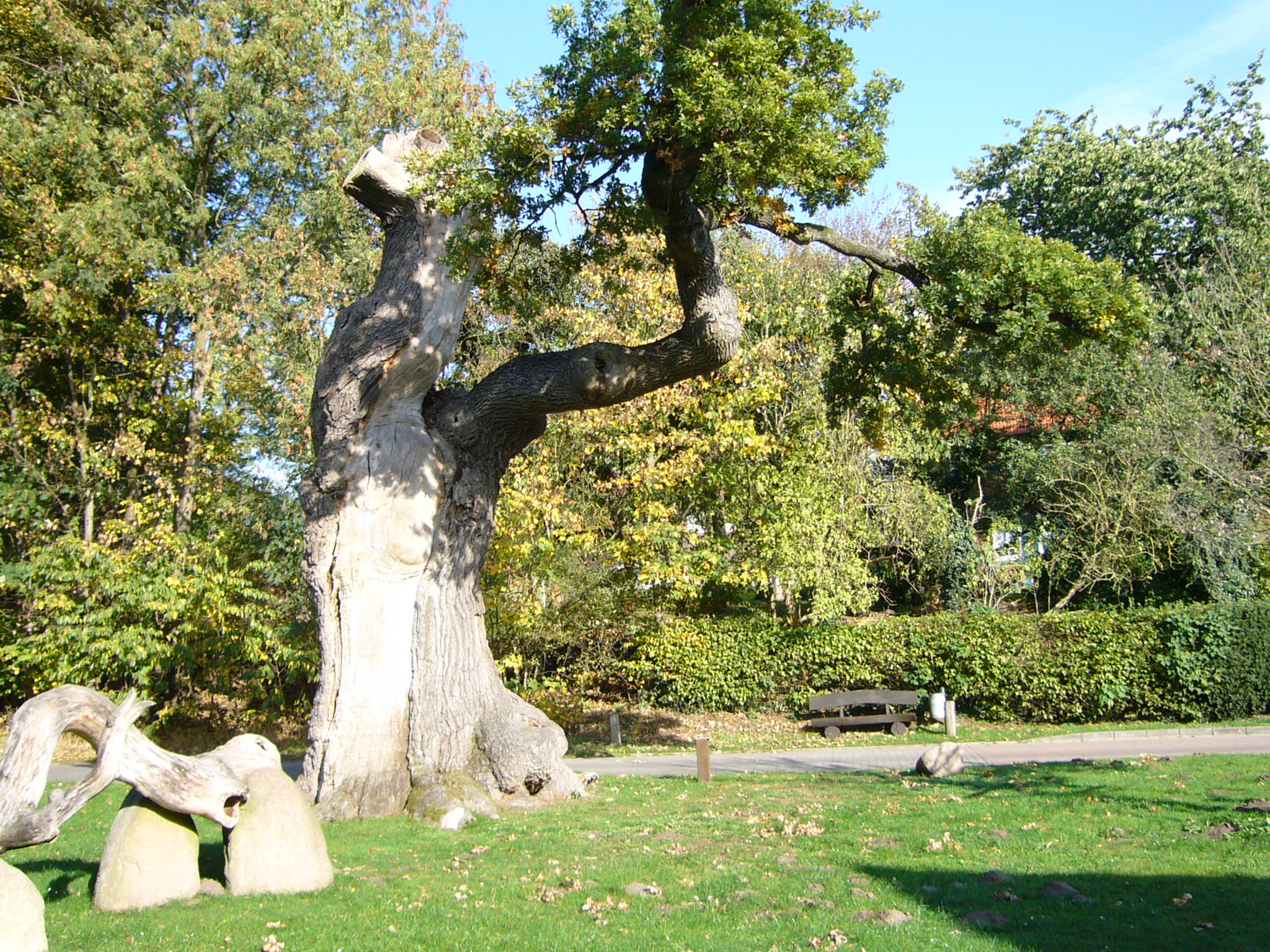
1000-jährige Eiche
Fischteiche
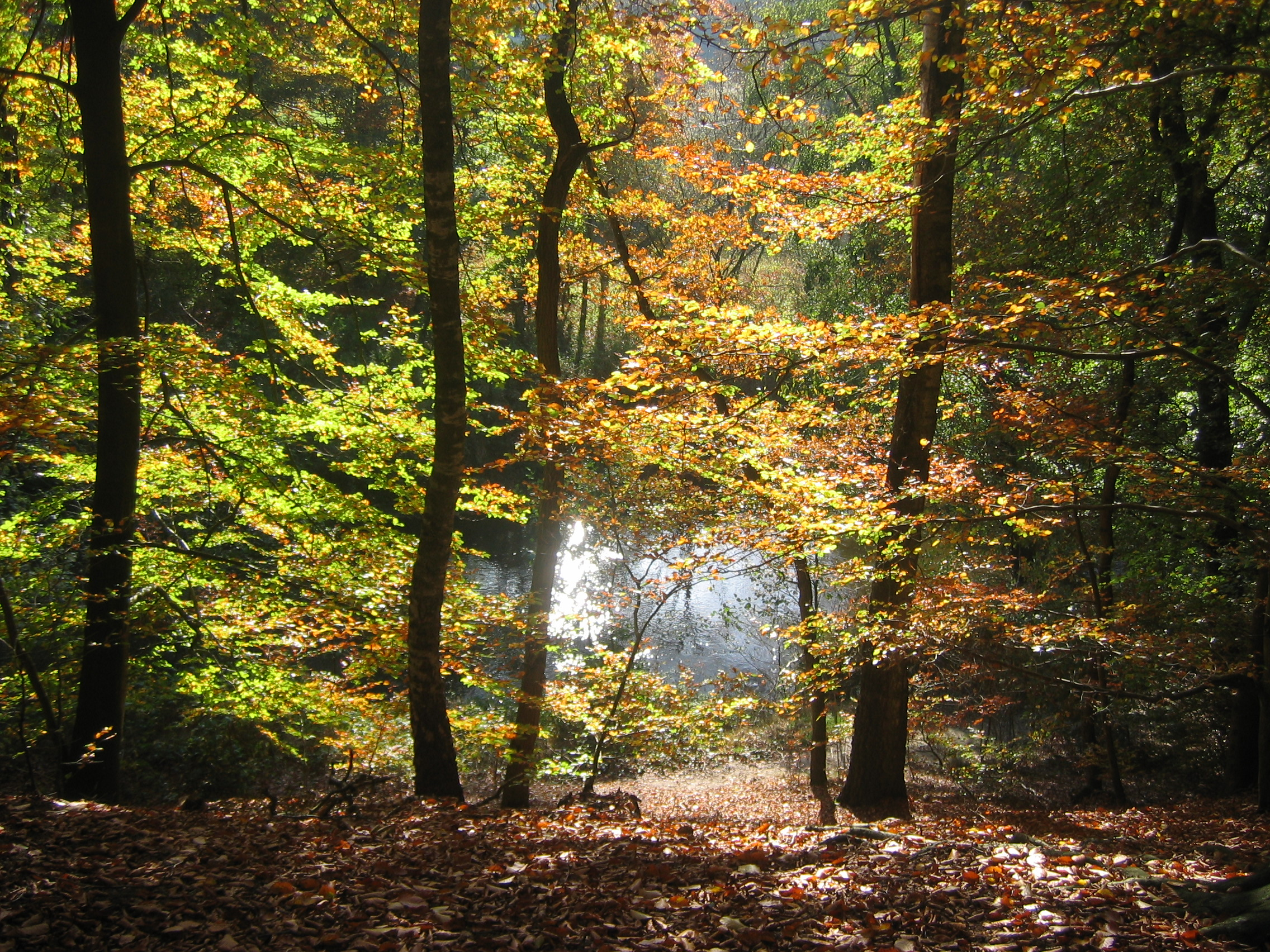
Hunte im Herbst
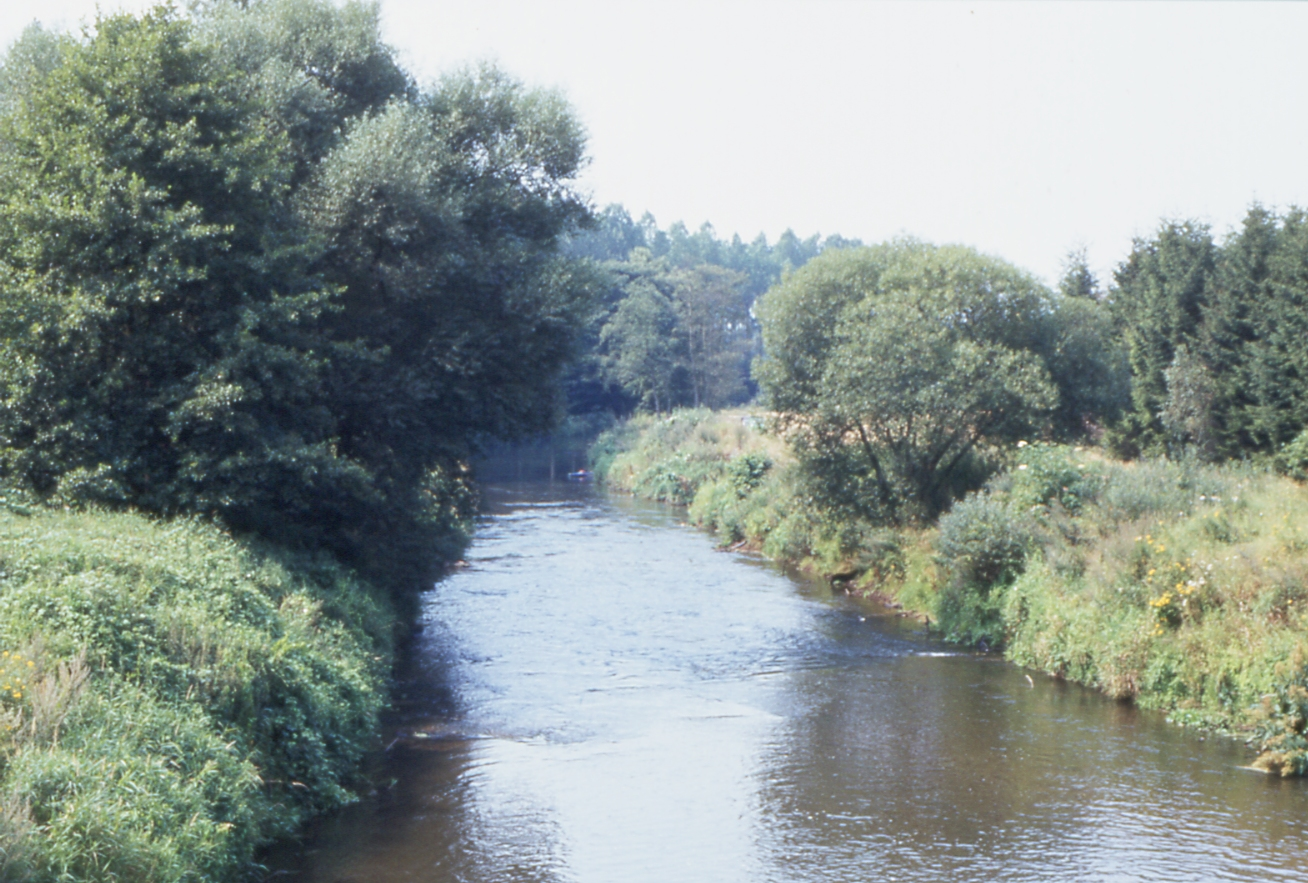
Hunte bei Dötlingen